# Dakhla (oas)
Dakhla (Al Wāḩāt ad Dākhilah, Dakhlaoasen) i Egyptens Västra öknen (del av den Libyska öknen) kallas i dagligt tal "den inre oasen" då den är belägen 350 km väster om Nilen och ungefär lika långt öster om gränsen till Libyen. De närmaste stora (befolkade) oaserna är Farafra och Kharga som finns i riktning nordväst respektive sydost. Dakhlaoasen sträcker sig cirka 80 kilometer från öst till väst och är som mest 25 kilometer bred. Staden tillhör regionen Al-Wadi al-Jadid (Nya dalen). Jordbruk är den dominerande inkomstkällan. Det bor 75 000 människor (2002) i Dakhla, i flera mindre samhällen. Det administrativa centret heter Mut och har varit centralort sedan Egyptens 18:e dynasti (1500 f.Kr.). El-Qasr är en medeltida by med flera hus som är helt bevarade. Andra arkeologiskt intressanta platser inkluderar två pyramider och ett sandstenstempel från 100 f.Kr. som bär namnen Augustus Caesar, Titus och Hadrianus.

## Historia

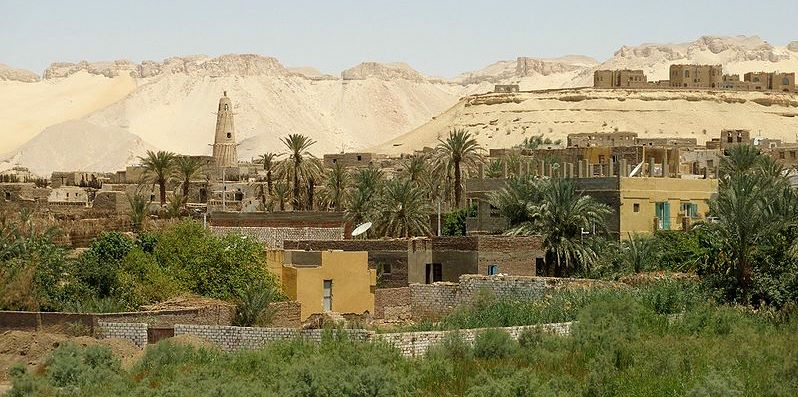

Nomader kom till oasen under den geologiska epoken Pleistocen då Saharas klimat var fuktigt och hade sjöar och sumpmarker. När klimatet förändrades blev Sahara en helt uttorkad öken med mindre än 50 mm regn per år. Nomadiska jägare-samlare kan ha bosatt sig här i början av den (nu pågående) epoken Holocen under nya men sällsynta blöta perioder. Även i det torra klimatet hade Dakhlas första invånare tillgång till ytvattenkällor från den södra Libyska öknen som har världens viktigaste underjordiska vattenförråd. 
Dakhlaoasen har varit kontinuerligt bosatt sedan 8000 f.Kr. men har bara varit politiskt bunden till Nildalens faraoniska makt sedan cirka 2500 f.Kr., under det forntida Egyptens Mellersta rike. Landskapet förändrades när folket från Nildalen flyttade in och förde med sig nya grödor och odlingsmetoder. Befolkningen växte i de grekiska och romerska perioderna. Då etablerades också flera betydande städer. Området blomstrade under den kristna perioden och vidare in i den Islamiska medeltidsprioden. Utvecklingen gick tillbaka något under den Osmanska tiden.
Archibald Edmonstone (1795-1871) var den första europeiska resenären som nådde Dakhlaoasen (år 1819). Tre år senare gav han ut boken A Journey to Two of the Oases of Upper Egypt. År 1908 kom den förste egyptologen. Det var amerikanen Herbert Winlock (1884-1950). Han gjorde anteckningar om monumenten som i någon grad var systematiska. Detaljerade studier inleddes på 1950-talet av den egyptiske arkeologen Ahmed Fakhry (1905-1973). The Dakhla Oasis Project och Institut Français d'Archéologie Orientale började båda arbeta i Dakhla på 1970-talet.

## Bosättningar
Dakhlaoasen består av flera samhällen i en rad av mindre oaser. Huvudorten är Mut. Al-Qasr och Qalamoun är två stora bosättningar och därutöver finns många små byar. I Rashda finns en minaret som påminner om ett fyrtorn. Budkhulu är det minsta samhället och har en moské från 1200-talets Abbasider. Balat har välbevarad arkitektur och i Bashendi finns många färgglada hus av lertegel.
Vissa samhällens befolkning skiljer sig från de andras. I Qalamoun finns invånare som härrör från Osmanerna.

## Arkeologi
Al Qasr el-Dakhil är en välbevarad stad från den sena medeltiden. De flesta husen byggdes 1500-1800-talen men bevis finns för mycket tidigare bebyggelse. Ovanför cirka 60 dörröppningar finns snidade överstycken med datum, namn på ägaren, byggarna och snickarna samt en vers från Koranen. Domarens hus är en fyra våningar hög byggnad. Flera saker och dokument har hittats, inklusive domslut, privata brev och affärshandlingar.

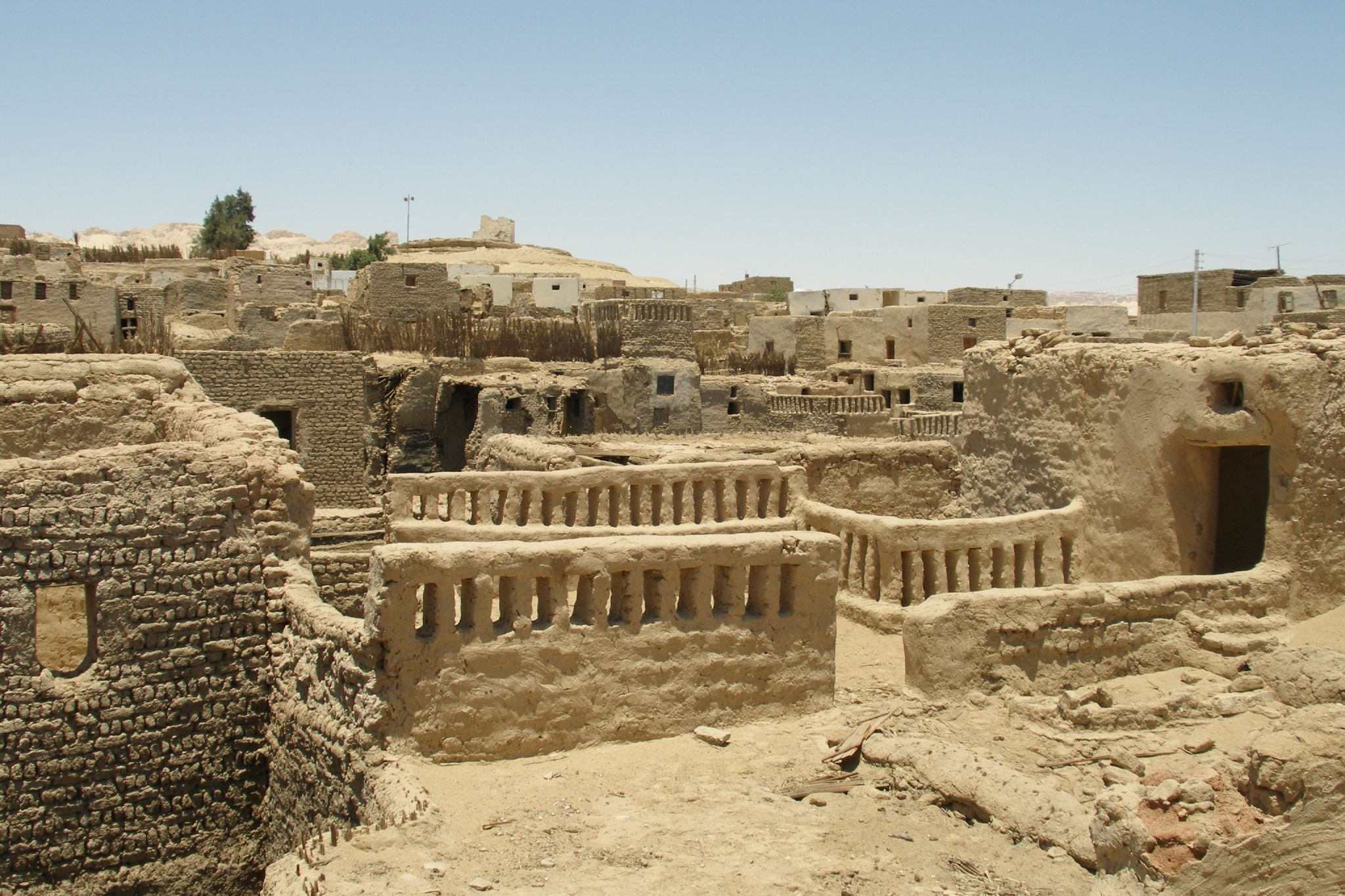
Den medeltida staden Al-Qasr i Dakhla.

Ain el-Gazzareen är en cirka fem hektar stor bebyggelse från den 6:e dynastin (2200 f.Kr.) Den omgavs ursprungligen av en tre meter bred mur av lertegel. Sädesslag lagrades här och det finns kvarnar, brödformar och flera rum med härdar och ugnar. Brödbakningen var sannolikt storskalig. Det finns många ben från domesticerade djur och en närbelägen källa. Det tyder på att Ain el-Gazzareen var ett provianteringsställe för karavaner.
Ismant el-Kharab är en stad från cirka 350 f.Kr. med flera välbevarade platser, inklusive ett tempel för lokalguden Tutu och tre kyrkor. Flera tusen texter på olika språk har hittats här, liksom träböcker och vackert glas.
Mut el-Kharab har varit oasens huvudstad i flera perioder från det Nya riket (1500 f.Kr.) till nuet. Från den gamla tiden finns ruiner av ett tempel samt gravplatser.
Amheida är en större bosättning som ännu inte har studerats utförligt. På en kulle finns flera byggnader, speciellt en hög pyramid av lertegel, en av två i oasen. I ett hus finns dekorerade väggar med Homeriska motiv från Konstantins tid.
Muzawaka är en klippa med utgrävda gravar varav vissa har färgglada faraoniska väggmålningar.
Deir el-Hagar är ett litet och avlägset men välbevarat tempel från 100-talet e.Kr.. Några sekel därefter konverterades det till ett Koptiskt kloster.

## Bilder

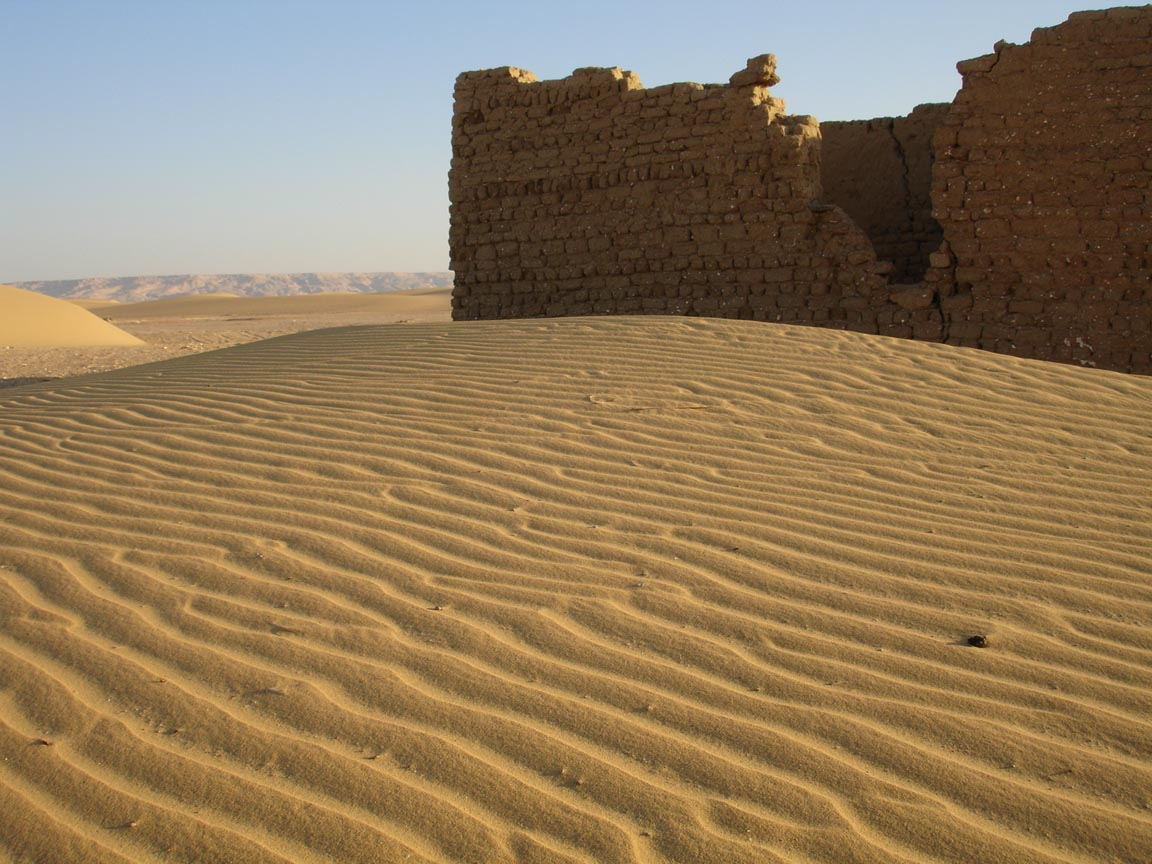
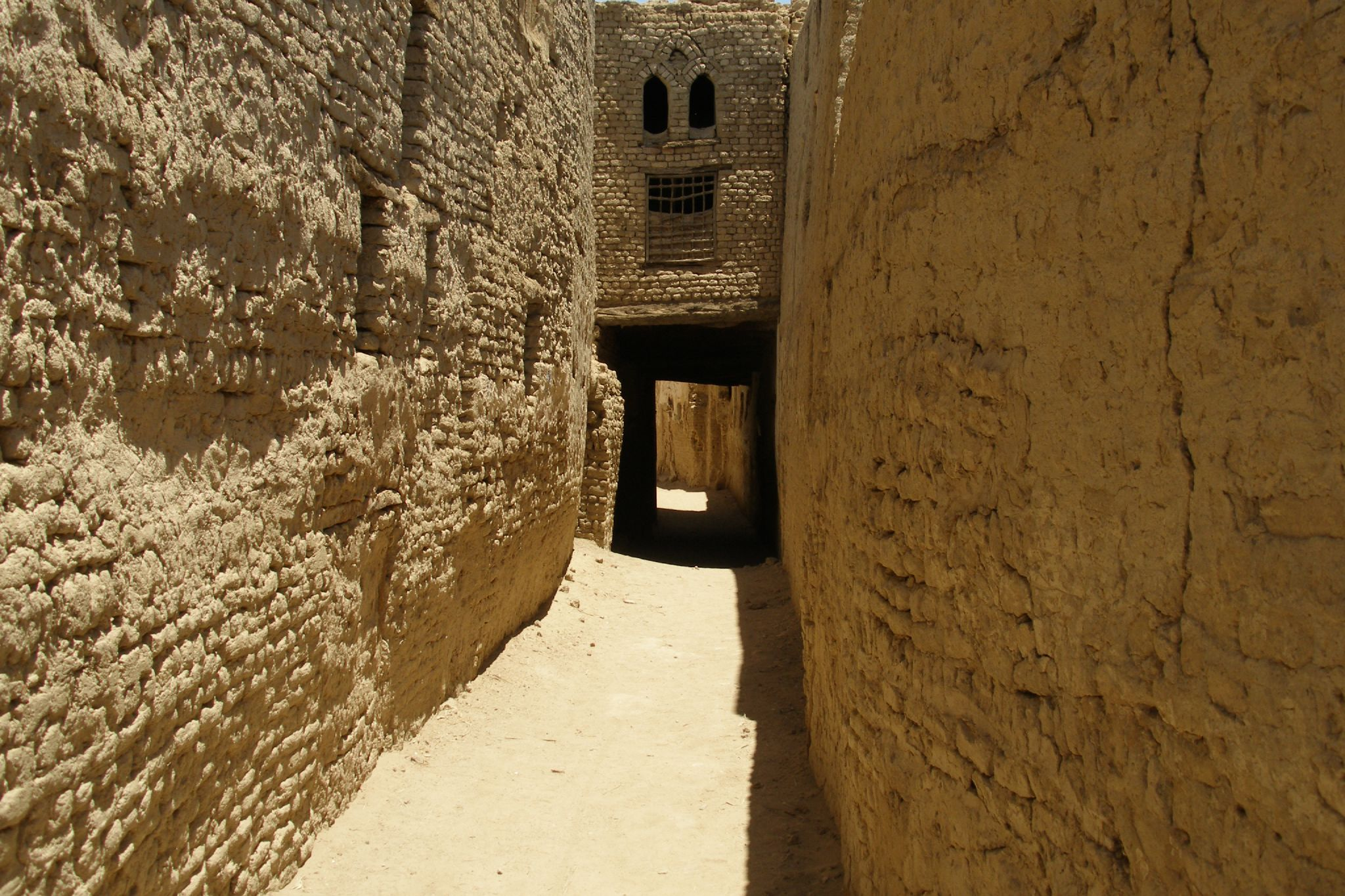
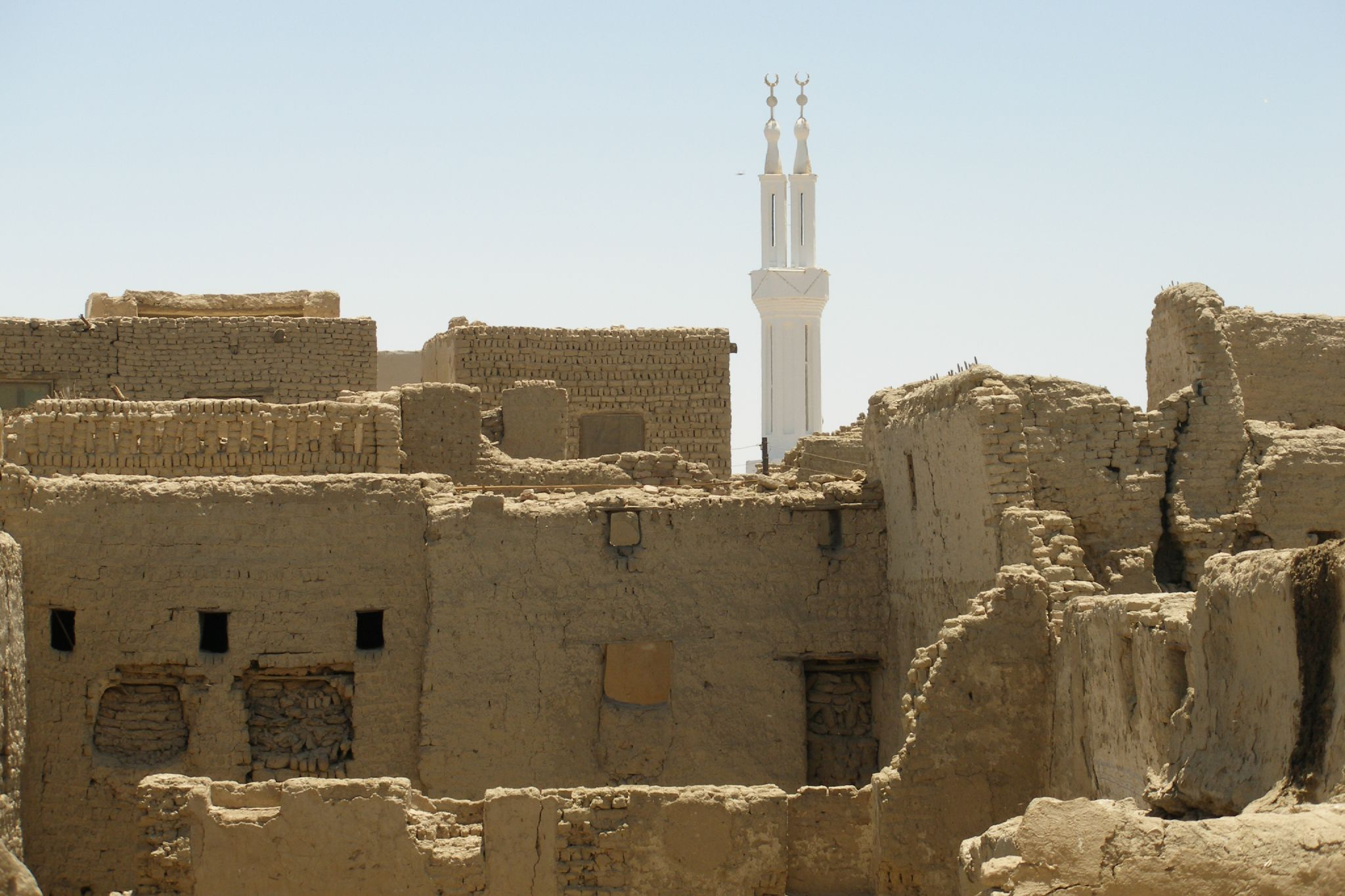
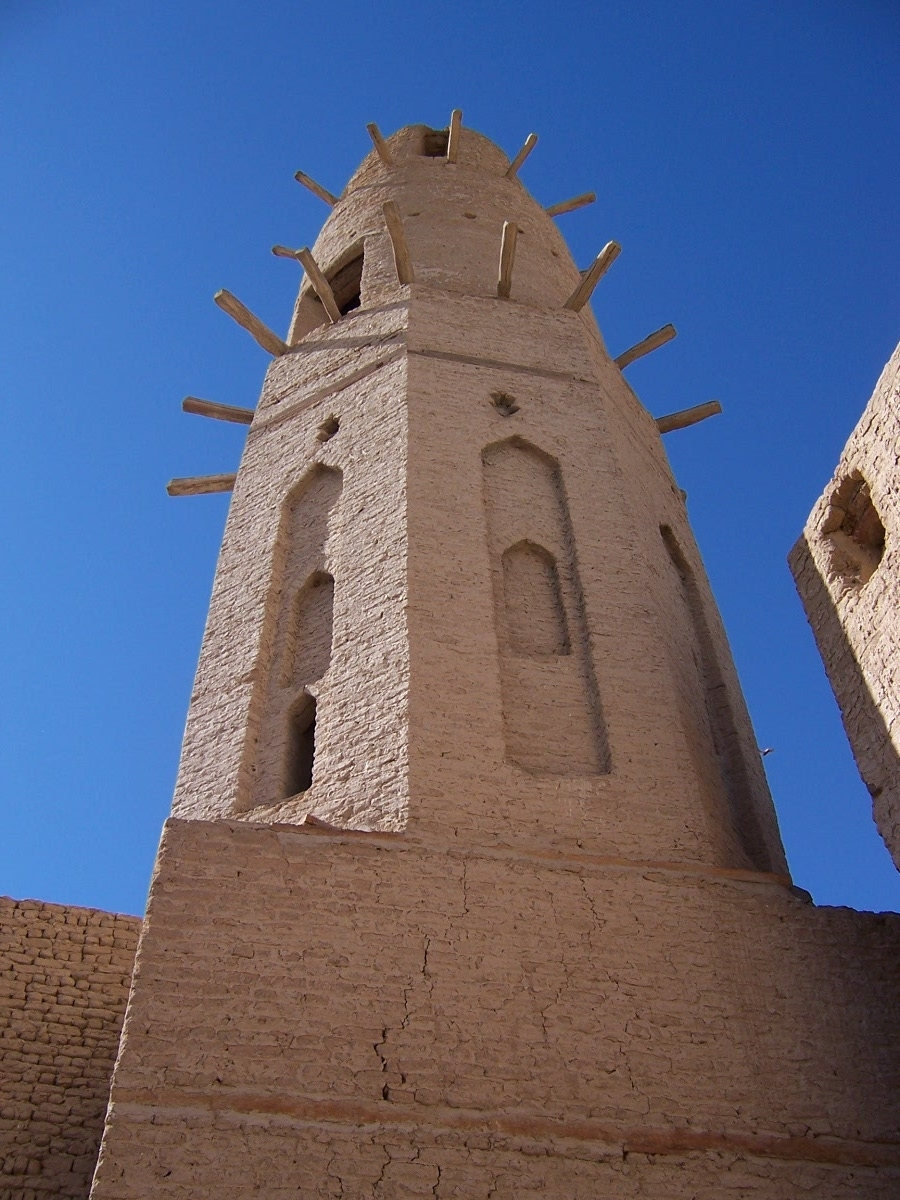
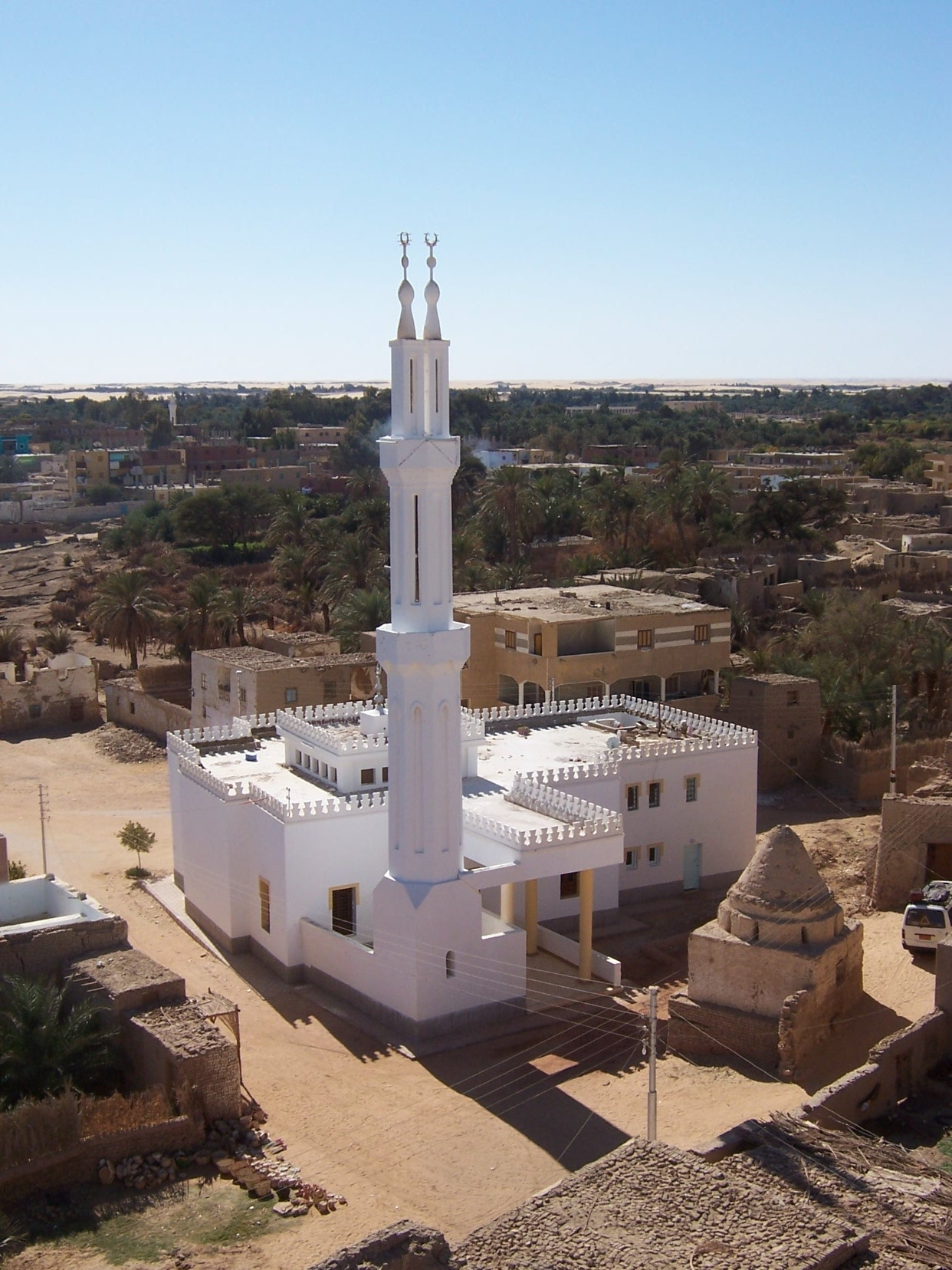
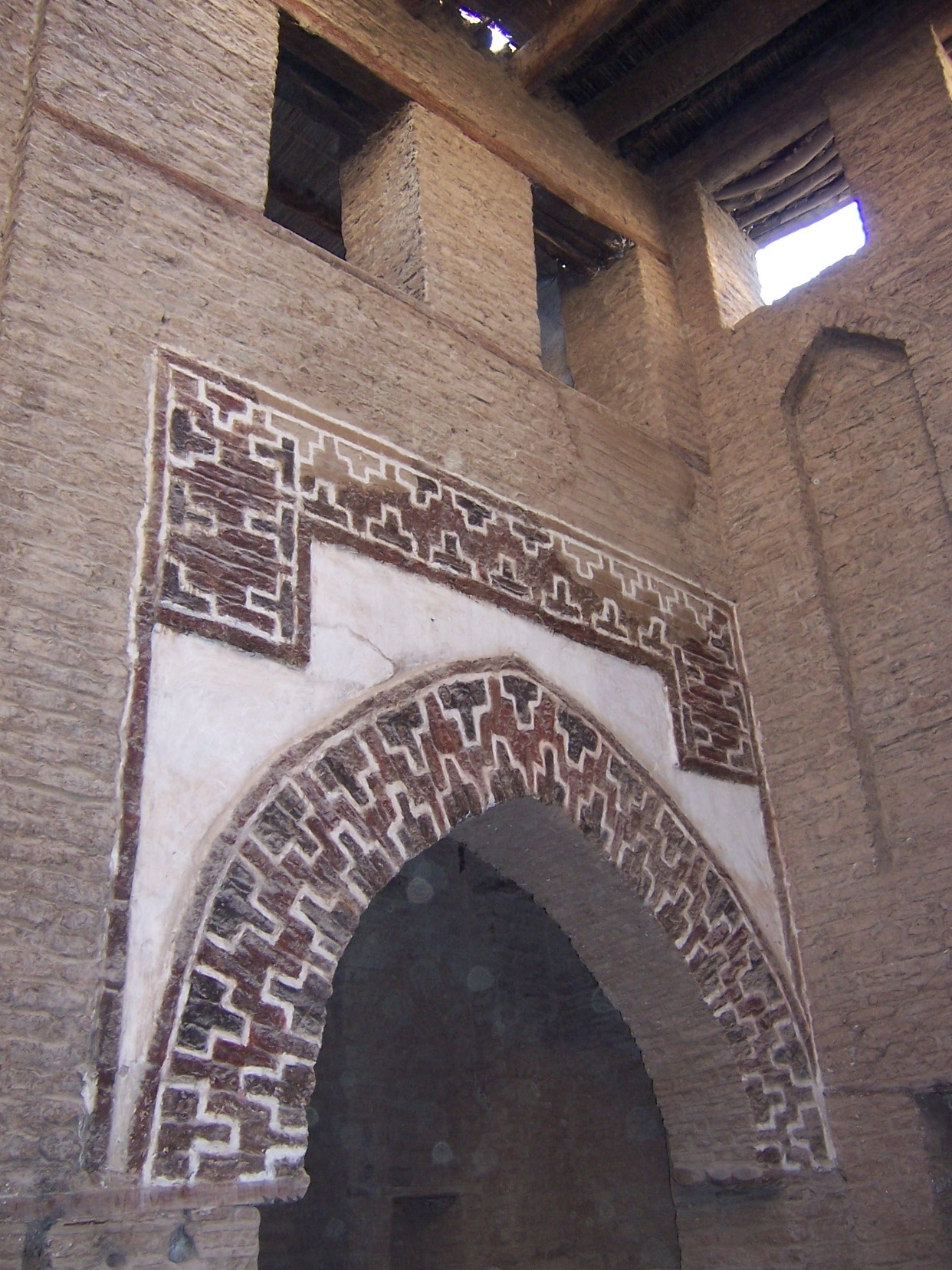

## Klimat
|                   | Jan | Feb | Mar | Apr | Maj | Jun | Jul | Aug | Sep | Okt | Nov | Dec |
| ----------------- | --- | --- | --- | --- | --- | --- | --- | --- | --- | --- | --- | --- |
| Medeltemperatur   | 12  | 14  | 18  | 23  | 27  | 30  | 30  | 30  | 28  | 24  | 18  | 14  |
| Högsta medeltemp. | 21  | 23  | 27  | 32  | 37  | 39  | 38  | 38  | 36  | 33  | 28  | 22  |
| Lägsta medeltemp. | 4   | 6   | 9   | 14  | 19  | 22  | 23  | 22  | 20  | 17  | 12  | 6   |
|                   |     |     |     |     |     |     |     |     |     |     |     |     |
| Nederbörd         |     |     |     |     |     |     |     |     |     |     |     |     |

| temperaturer i °C • månadsnederbörd i mm • Källa: Weatherbase |